# Замок Блэкрок
Замок Блэкрок (англ. Blackrock) — замок в 2 км от города Корк, Ирландия.
Построен королевой Елизаветой в XVI веке на реке Ли, по просьбе граждан Корка для отпугивания пиратов и разбойников. Однако, на протяжении многих веков сооружение использовалось для проведения балов и пиршеств. В 1827 году замок сгорел и в течение двух лет реконструировался. Архитекторы XIX века добавили к замку ещё три этажа и преобразили внешний вид здания в стиле неоготики.
В 2001 году замок был куплен «Cork Corporation», сейчас в нём находится обсерватория, центр для посетителей и ресторан.

## История

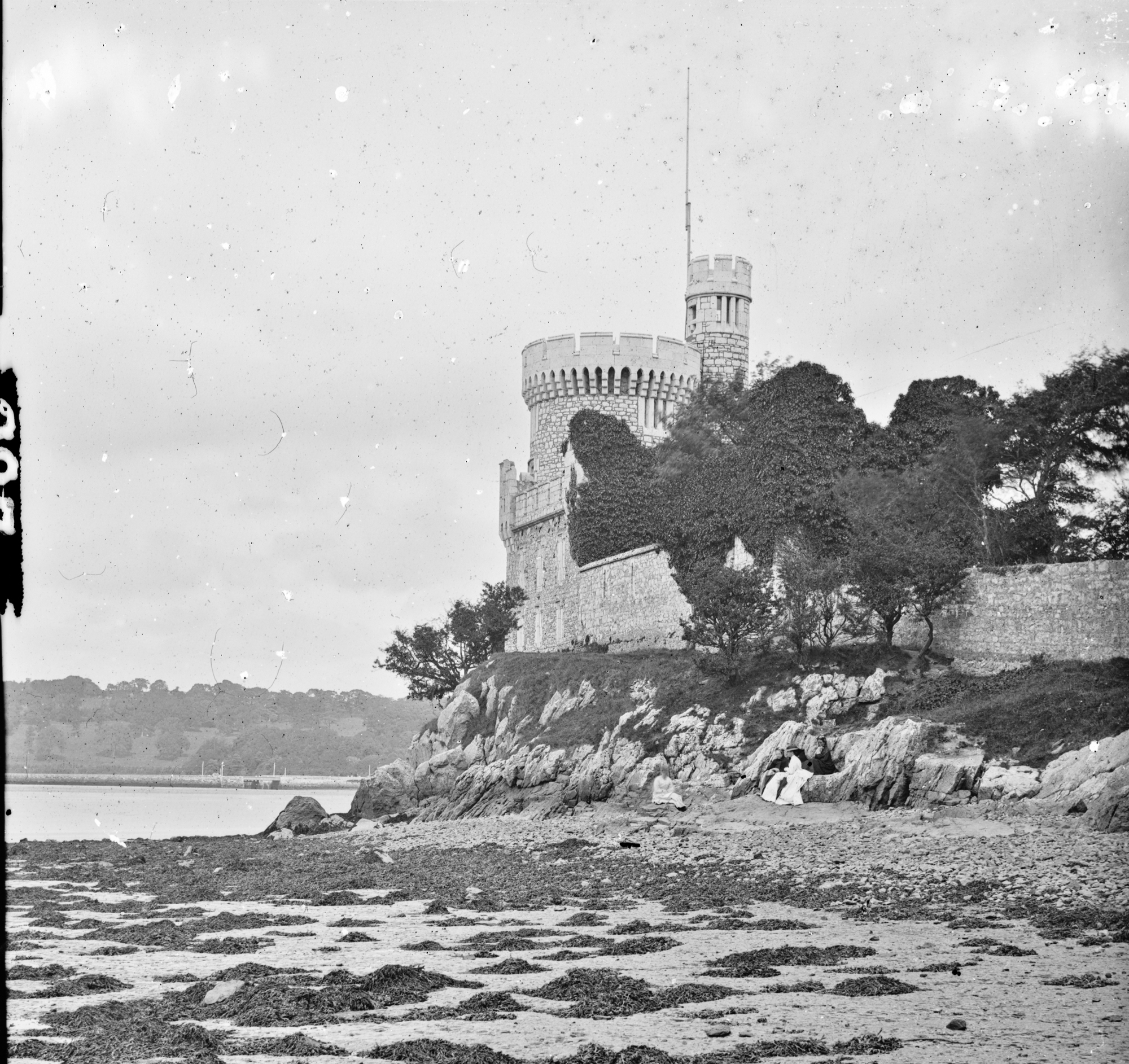
Замок Блэкрок в конце 19 века

В конце XVI века жители Корка обратились к Королеве Елизавете I с просьбой построить форт в Блэкроке, чтобы "отразить пиратов и других захватчиков". В 1582 году на этом месте было построено укрепление, и позднее, около 1600 года, была построена круглая башня для защиты от пиратов, «уносящих» суда, входящие в гавань. Самые ранние элементы этой конструкции, сохранившиеся до наших дней, — это круглая башня на краю воды диаметром 10,5 м со стенами толщиной 2,2 м.
Замок Блэкрок принадлежал городу Корку после получения хартии Якова I городу в 1608 году. Позже замок упоминается в Книге совета Корка в 1613 и 1614 годах. В 1722 году старая четырехэтажная башня была уничтожена пожаром, и горожане построили новую, на строительство которой было потрачено 296 фунтов стерлингов.
В течение всего этого периода замок использовался Городским советом Корка для банкетов и «пиршественных собраний» — некоторые из них были связаны с обычаем «метания дротиков». Этот обычай, возникший как минимум в XVIII веке,  проводился каждые три года в августе и включал в себя дротик (длиной около четырех футов), который мэр бросал с лодки, чтобы обозначить юрисдикцию Корпорации над гаванью.
После банкета замок был уничтожен пожаром в 1827 году. Восстановление началось по указанию мэра Томаса Данскомба в 1828 году и было завершено в марте 1829 года. Архитекторы добавили три дополнительных этажа к первоначальной башне и перестроили хозяйственные постройки. Новое здание обошлось городу Корк в 1000 фунтов стерлингов. Архитекторами были Джордж Ричард Пейн и Джеймс Пейн, которые в то время отвечали за другие общественные здания вокруг Корка. Неоготический комплекс зданий вокруг внутреннего двора — это, по сути, то, что сохранилось до наших дней.
Замок перешел в частные руки и некоторое время в XX веке использовался как частная резиденция, офисы, штаб-квартира гребного клуба и ресторан. В 2001 году здание было выкуплено Cork Corporation, и начались работы по реконструкции и перепрофилированию комплекса в обсерваторию и музей.